# جاستن بيركنز
جاستن بيركنز (بالإنجليزية: Justin Perkins)‏ هو مبشر أمريكي، ولد في 5 مارس 1805 في هوليوك في الولايات المتحدة، وتوفي في 31 ديسمبر 1869.